# Palaemnema tepuica
Palaemnema tepuica är en trollsländeart som beskrevs av De Marmels 1989. Palaemnema tepuica ingår i släktet Palaemnema och familjen Platystictidae. Inga underarter finns listade i Catalogue of Life.